# 杨宪益
杨宪益（1915年1月10日—2009年11月23日），男，祖籍江苏盱眙，生于天津，中国翻译家、外国文学研究专家、诗人。

## 生平
杨宪益祖籍江苏盱眙鲍集镇梁集村，出身名门。高祖父是曾任清朝漕运总督的杨殿邦，死于太平军战争。祖父杨士燮曾任嘉兴知府，浙江巡警道、禁烟督办等职。四叔祖杨士骧、五叔祖杨士琦均为袁世凯心腹，分别担任过直隶总督兼北洋大臣和邮传部大臣。父亲杨毓璋担任过天津中国银行行长，曾资助徐世昌竞选大总统，也深受袁世凯赏识。杨宪益是父亲唯一的儿子，从小穿着袁世凯赠送的清廷黄马褂。
十二、三岁时入读教会学校新学书院，上了7年，包括一年预科。“五卅惨案”后，曾参与学生罢课，因家庭地位，没有受到惩罚，在学生中建立威信。
1934年毕业后，跟随英国教员C.H.B.朗曼经美国到伦敦求学。在学习了几个月希腊语和拉丁语之后，1935年报考牛津大学墨顿学院，成绩合格但被推迟录取。于是到欧洲游历。1936年秋入读牛津，研究古希腊罗马文学、中古法国文学及英国文学。期间同游者包括钱锺书夫妇、向达和吕叔湘。他还担任了中国学会的主席。
1940年回国任重庆大学副教授。1941至1942年任贵州贵阳师范学院英语系主任，1942年至1943年在私立光华大学成都分部任教授，1943年后在重庆北碚及南京任编译馆编纂。
自1953年起，杨宪益任外文出版社翻译专家，与夫人戴乃迭翻译了中国古典小说《魏晋南北朝小说选》、《唐代传奇选》、《宋明平话小说选》、《聊斋选》、《儒林外史》、《老残游记》及《离骚》、《资治通鉴》、《长生殿》、《牡丹亭》、《唐宋诗歌文选》等经典作品。在反右运动中，杨宪益被指「右倾」。
上世纪60年代初，杨宪益戴乃迭夫妇开始翻译《红楼梦》，最终于1974年完成并由外文出版社分三卷出版。该三卷本《红楼梦》在国外皆获好评，有着广泛影响，与英国两位汉学家合译的五卷本（译名《石头记》），被誉为西方世界最认可的《红楼梦》英译本之一。
文革期間，曾遭批鬥，从1968年到1972年，夫婦二人在一步桥的北京郊外的监狱关了整整的4年，同时受了各种的侮辱。有一个儿子、两个女儿，也都受到其他的小孩子鄙视、轻视。
1982年，杨宪益发起并主持了旨在弥补西方对中国文学了解的空白“熊猫丛书”系列，重新打开了中国文学对外沟通窗口。这套丛书里，既有《诗经》、《聊斋志异》、《西游记》、《三国演义》、《镜花缘》等中国古典文学经典，也收录了《芙蓉镇》、《沉重的翅膀》以及巴金、沈从文、孙犁、新凤霞、王蒙等人的中国现当代文学作品。
1986年冬，杨宪益加入中国共产党。1989年，六四事件发生后，杨宪益接受英国广播公司采访，谴责当局血腥镇压，他把党内高层做出如此决定的死硬派比作“法西斯”。随后宣布退出中国共产党，但最后则被中共革除党籍。 英若诚于1989年10月两次登门杨家，力劝杨宪益重新考虑退党申请，一再指出，只要公开认错，党就宽宏大量，不再追究他的言论。1989年12月5日，英若诚再次登门。最后，杨宪益于1990年3月被“开除出党”。
1993年，杨宪益获香港大学頒發名誉博士学位。
2009年11月23日在北京煤炭总医院逝世，享年95岁。

## 著作
| 著作                                 | 发行日期   | 出版社             |
| ------------------------------------ | ---------- | ------------------ |
| 零墨新笺（随笔集）                   | 1947       | 中华书局           |
| 零墨续笺（随笔集）                   | 1949       | 自印               |
| 赤眉军（中篇小说）                   | 1957       | 中国少年儿童出版社 |
| 译余偶拾（随笔集）                   | 1983       | 三联书店           |
| 零墨新箋（原零墨新箋與零墨續笺合集） | 1983       | 商務印書館 (香港)  |
| White Tiger（自传）                  | 2002-03-15 | 中文大学出版社     |
| 漏船载酒忆当年（自传）中译本         | 2001-01    | 北京十月文艺出版社 |

## 译作
| 译作                                  | 发行日期  | 出版社               |
| ------------------------------------- | --------- | -------------------- |
| 老残游记（长篇小说）                  | 1947      | 南京独立出版社       |
| 英国近代诗抄                          | 1948      | 中华书局             |
| 离骚（楚辞）与戴乃迭合译              | 1953      | 外文出版社           |
| 屈原（话剧）与戴乃迭合译              | 1953      | 外文出版社           |
| 雪峰寓言 与戴乃迭合译                 | 1953      | 外文出版社           |
| 唐代传奇 与戴乃迭合译                 | 1954      | 外文出版社           |
| 王贵与李香香（诗歌）与戴乃迭合译      | 1954      | 外文出版社           |
| 白毛女（歌剧）与戴乃迭合译            | 1954      | 外文出版社           |
| 长生殿（戏剧）与戴乃迭合译            | 1955      | 外文出版社           |
| 鲁迅选集（1—4卷）与戴乃迭合译         | 1956      | 人文出版社           |
| 宋明平话选 与戴乃迭合译               | 1956      | 外文出版社           |
| 儒林外史（长篇小说）与戴乃迭合译      | 1957      | 人文出版社           |
| 牧歌（诗歌）古罗马维吉尔著            | 1957      | 人文出版社           |
| 汉魏六朝小说选 与戴乃迭合译           | 1958      | 外文出版社           |
| 关汉卿杂剧选 与戴乃迭合译             | 1958      | 外文出版社           |
| 阿里斯多芬喜剧二种 古希腊阿里斯多芬著 | 1959      | 人文出版社           |
| 地心游记（长篇小说）与闻时清合译      | 1959      | 外文出版社           |
| 中国小说史略（文学史）与戴乃迭合译    | 1959      | 外文出版社           |
| 故事新编（短篇小说集）与戴乃迭合译    | 1961      | 外文出版社           |
| 野草（杂文集）与戴乃迭合译            | 1976      | 外文出版社           |
| 红楼梦（1—3册）与戴乃迭合译           | 1978—1980 | 外文出版社           |
| 史记选 与戴乃迭合译                   | 1979      | 外文出版社           |
| 奥德修纪（史诗）古希腊荷马著          | 1979      | 译文出版社           |
| 呐喊（杂文集）与戴乃迭合译            | 1981      | 外文出版社           |
| 彷徨（杂文集）与戴乃迭合译            | 1981      | 外文出版社           |
| 三部古典小说节选 与戴乃迭合译         | 1981      | 《中国文学》杂志社   |
| 聊斋故事选 与戴乃迭合译               | 1981      | 《中国文学》杂志社   |
| 卖花女（戏剧）英国萧伯纳著            | 1982      | 中国对外翻译出版公司 |
| 古罗马喜剧三种 古罗马普劳图斯等著     | 1985      | 中国戏剧出版社       |
| 汉魏六朝诗文选 与戴乃迭合译           | 1986      | 《中国文学》杂志社   |

## 家庭
同母妹杨敏如，古典文学教授，其丈夫为电子学与信息学家罗沛霖；同母小妹杨苡，妹夫赵瑞蕻,均为翻译家。
楊憲益與戴乃迭育有一子二女。楊的兒子到英國兩年後于1979年自杀身亡。

### 引用
1. ↑  . BBC News 中文. 2009-11-24  [2023-07-18]. （原始内容存档于2023-07-18） （中文（简体））.
2. ↑  贡发芹：“是真名士自风流”
3. ↑  蒯乐昊：“杨宪益 最后的士大夫、洋博士兼革命者”，《南方人物周刊》 http://www.infzm.com/content/32376 （页面存档备份，存于）
4. ↑  杨宪益：《漏船载酒忆当年》
5. 1 2 3  . www1.rfi.fr.   [2023-07-18]. （原始内容存档于2023-07-18）.
6. ↑  . Radio Free Asia.   [2023-07-18]. （原始内容存档于2023-07-18） （中文（中国大陆））.
7. 1 2  范玮丽. . 纽约时报中文网. 2015-03-23  [2023-07-18]. （原始内容存档于2023-07-18） （中文（简体））.
8. ↑  老版本：一九○六至一九四九年間的舊書倩影，采詩，白象文化，2015年3月，ISBN 978-986-358-126-0

### 书籍
- 雷音：《杨宪益传》（香港︰明报出版社，2007年）
- 李伶伶：《譯界泰斗︰楊憲益傳》（南京︰江蘇人民出版社，2011年）
- 范瑋麗：《金絲小巷忘年交》（哈爾濱︰北方文藝出版社，2015年）

［繁體版］《他翻譯了整個中國：翻譯家楊憲益與英籍妻子Gladys的傳奇愛情與人生》（台北︰蔚藍文化，2015年）